# Andrzej Jendrej
Andrzej Jendrej (ur. 9 stycznia 1938, zm. 3 października 2016) – polski żużlowiec.
Karierę zaczynał w LPŻ Zielona Góra, gdzie startował w 1961 roku. Przez kolejne lata startów (1962-1969 i 1971-1972) związany był z Motorem Lublin. W latach 1966–1967 był powoływany do kadry narodowej na mecze testowe z reprezentacjami ZSRR i Czechosłowacji. Jako reprezentant Polski był m.in. najlepszym zawodnikiem spotkania z ZSRR, rozegranego 25 października 1967 roku w Lublinie (ustanowił wówczas rekord toru - 73,4 sek). Ponadto w latach 1965 i 1967 w parze z Andrzejem Mazurem wygrywał organizowany w Lublinie turniej par żużlowych.

Po zakończeniu kariery sportowej pracował w klubie jako mechanik. Startował także w pokazowych wyścigach oldboyów.